# هرم مدور
الهرم المدور هو هرم مدمر يرجع تاريخه إلى الأسرة المصرية الثالثة (2686 قبل الميلاد إلى 2613 قبل الميلاد)، ويقع في مدينة زاوية العريان. ملكيته غير مؤكدة، وقد يُعزى إلى الملك خع با. ومع ذلك، فإن الهندسة المعمارية للهرم تشبه إلى حد بعيد تلك الموجودة في الهرم المدفون للملك سخم خت، ولهذا السبب يمكن تأريخها خلال فترة الأسرة الثالثة.
تم التنقيب عن الهرم في بداية القرن العشرين من قبل فريقين مختلفين أبلغا عن تقديرات متضاربة فيما يتعلق بحجمه وعدد الغرف الموجودة تحت الأرض. لم يتم العثور على أي قطع أثرية خلال عمليات التنقيب، ولم يتم العثور على أي أثر لمقبرة. لهذا السبب، من غير الواضح ما إذا كان الهرم قد تم استخدامه لدفن فرعون أو تم التخلي عنه بعد وفاة الملك المبكرة.
في وقت بنائه كان الهرم محاطًا بمصطبة كبيرة تعود لكبار المسؤولين في الأسرة الثالثة. تم بناء معبد جنائزي على الجانب الشرقي من الهرم، وربما كان معبد الوادي يقع على بعد عدة مئات من الأمتار منه. في الوقت الحاضر، يقع الهرم داخل حدود منطقة عسكرية محظورة، باستثناء الحفريات الحديثة في الموقع.

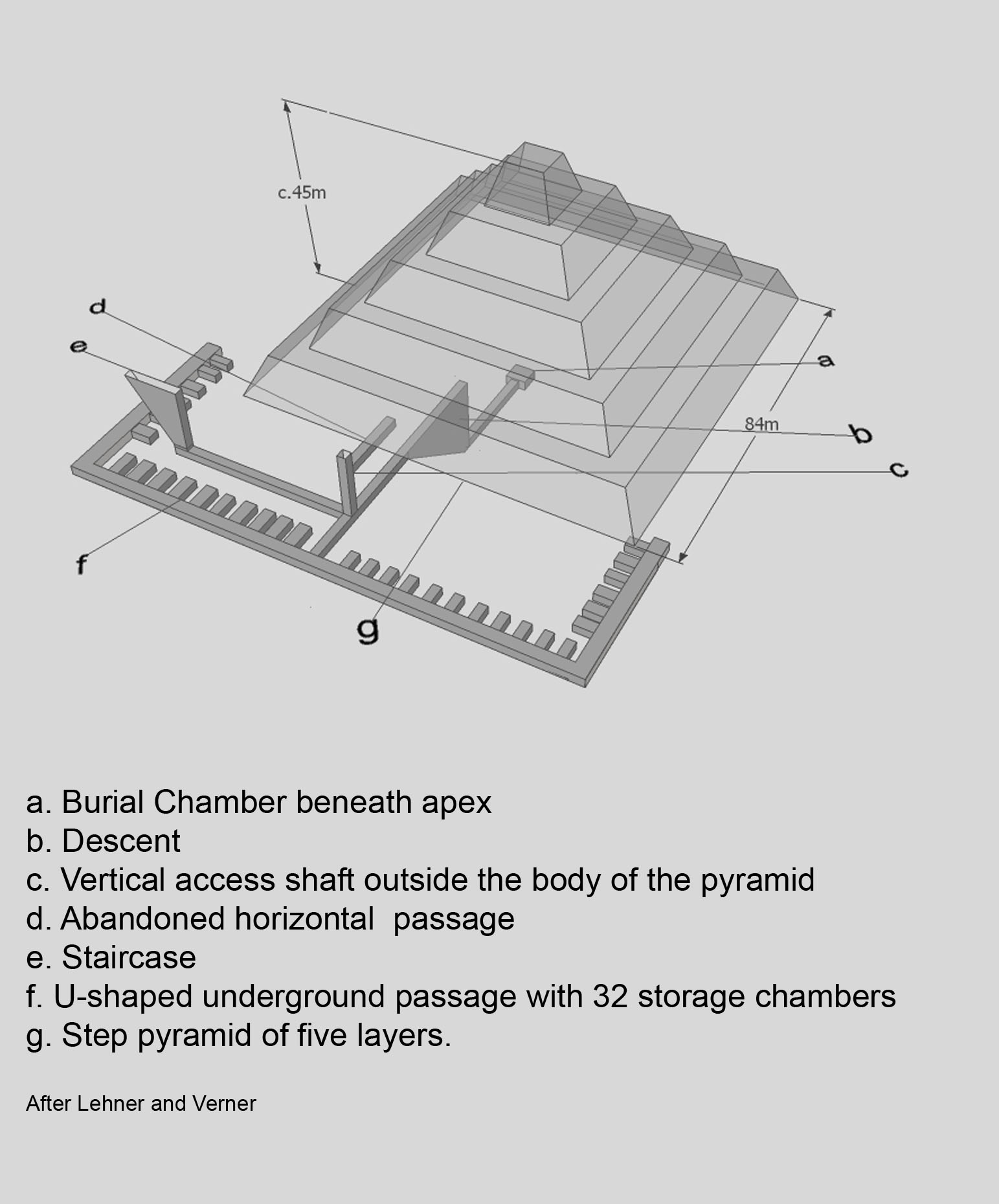
مخطط الهرم المدور.

## تاريخ البحث
تم فحص هرم الطبقة لأول مرة واستكشاف محيطه في عام 1839 بواسطة جون شاي بيرينج. بعد فترة وجيزة، في عام 1848، تم تحديد الهرم على هذا النحو من قبل كارل ريتشارد ليبسيوس، الذي أدرجه باعتباره الرقم الرابع عشر في قائمته للأهرام. بعد حوالي 40 عامًا، في عام 1886، بحث جاستون ماسبيرو دون جدوى عن مدخل الممرات الجوفية للهرم، والذي اكتشفه جاك دي مورغان في عام 1896. قام الأخير بحفريات في الهرم لكنه توقف بعد إخلاء الخطوات القليلة الأولى من السلم الهابط.
تم إجراء المزيد من التحقيقات في عام 1900 من قبل أليساندرو بارسانتي، الذي كشف عن عمود الوصول العمودي المؤدي إلى حجرة الدفن. بارسانتي، رأى أن العديد من الممرات والغرف كانت تبدو غير مكتملة وأن جميعها خالية تمامًا من المصنوعات اليدوية، واعتبر أن الهرم لم يستخدم أبدًا. بعد فترة وجيزة، في عام 1910 أو 1911، عمل كل من جورج ريزنر وكلارنس ستانلي فيشر في الموقع، وحفروا الجزء الخارجي من الهرم والشرقي وكذلك المقابر المحيطة به. تختلف أبعاد الهرم وفقًا لتقدير بارسانتي وريزنر وفيشر اختلافًا كبيرًا وحتى عدد المعارض الموجودة تحت الأرض التي يبلغون عنها لا يتفقون. لسوء الحظ، يقع الهرم داخل منطقة عسكرية مقيدة منذ عام 1970، وبالتالي لم يتم إجراء أي حفريات هناك منذ عمل ريزنر وفيشر السطحي، مما ترك الهياكل الموجودة أسفل الهرم موضع شك. علاوة على ذلك، فإن الهرم الآن مغطى بالرمل، مما يعيق التقديرات الحديثة لأبعاده.

## الوصف

### الموقع
يقع الهرم المدور بالقرب من مقبرة زاوية العريان، عن بعد 8 كيلومتر (5.0 ميل) جنوب غرب الجيزة و 7 كيلومتر (4.3 ميل) شمال سقارة. يقع الهيكل الرئيسي على سلسلة من التلال الصخرية فوق السهول الفيضية.

### البنية الفوقية
الهرم المدور له قاعدة مربعة طول ضلعه حوالي 84 متر (276 قدم)، أصغر قليلاً من خطوة أهرامات زوسر وسكيمكت. بناءً على أبعاد هرم زوسر، قدّر عالم المصريات جان فيليب لوير أن هرم الطبقة كان مخططًا في الأصل ليضم خمس خطوات وكان سيصل إلى 42–45 متر (138–148 قدم) في الارتفاع. اليوم، لم يتبق سوى درجتان فقط، حيث بلغ ارتفاعهما حوالي 17 متر (56 قدم). تسمح الحالة المدمرة الحالية للهرم برؤية جوهره، الذي يبلغ 11 متر مربع (120 قدم2).
مسألة ما إذا كان الهرم قد اكتمل أو تُرك غير مكتمل يبقى موضع خلاف بين الخبراء. يعتقد عالم المصريات راينر ستاديلمان أن الهرم قد انتهى بالفعل، لكن آخرين، مثل ميروسلاف فيرنر، يعتقدون أن المبنى لم يكتمل بسبب موت الفرعون المبكر. على وجه الخصوص، لم يتم العثور على أي آثار للكسوة الخارجية، مما قد يشير إلى أنه لم يكن هناك أبدًا لأن الهرم لم يكتمل.

### بنية الهرم

قسم من الهرم يوضح البنى التحتية.

يشبه ترتيب الهياكل الأساسية للهرم المدور إلى حد كبير تلك الموجودة في الهرم المدفون في سخم خت. وبالتالي، اقترح مارك لينر وآخرون أن الهرمين يجب أن يكونا قد تم بناؤهما في وقت قريب جدًا.
يقع مدخل الهياكل الجوفية في الشرق، وهو وضع لا مثيل له حتى بناء هرم سنوسرت الثاني، بعد حوالي 1000 عام. اقترح عالما المصريات (Vito Maraglioglio) و (Celeste Rinaldi) أن هذه الميزة الفريدة قد تم اختيارها من قبل المهندسين المعماريين المصريين من أجل تحرير الجانب الشمالي من الهرم لبناء معبد. ومع ذلك، أظهر أيدان دودسون أنه في هذه الحالة، فإن منحدر بناء الهرم «سيصطدم بأي بناء معبد شمالي بشكل أكثر ضررًا». بدلاً من ذلك، يشرح هذا المدخل الشرقي الفريد على أنه ناتج عن رغبة المهندسين المعماريين في السماح بسهولة الوصول إلى غرف مخزن الهرم، الواقعة أسفل المدخل الشرقي مباشرة.
المدخل يؤدي إلى عمق بطول 36 متر (118 قدم) شديد الانحدار ثم نزولًا إلى الممر الذي يتجه غربًا. ينتهي الممر بعمود رأسي مستقيم، وفي أعلاها ما يسمى بالممر العلوي، وهو ممر غير مكتمل يتجه جنوباً باتجاه مركز الهرم. يوجد في الجزء السفلي من العمود تقاطع على شكل حرف T. إلى اليسار، يؤدي هذا التقاطع جنوباً إلى الممر السفلي، حيث يوجد في منتصف الطريق سلم ضيق للغاية بحيث يصعب عبور تابوت حجري عبره. ثم ينتهي الممر السفلي في حجرة دفن الملك. في هذه المنطقة من الدرج، رسم بارسانتي معرضًا آخر أعلى غرفة الدفن، لكن هذا المعرض غائب في ملاحظات ريزنر وفيشر. على يمين التقاطع على شكل حرف T يوجد نظام معرض على شكل حرف U. يشبه المخطط الأرضي لنظام المعرض مخطط المشط، الذي يتكون من صفوف من الغرف، يبلغ مجموعها 32، والتي من المحتمل أن تكون غرف تخزين لمقابر القبور. أثبت المعرض أنه «نظيف وفارغ، وكأن العمال قد غادروا فقط».
تقع حجرة دفن الملك على عمق 26 متر (85 قدم) تحت الأرض مربع الشكل تقريبًا. لم تحتوي حجرة الدفن على أي آثار لتابوت حجري، والذي يشير إلى جانب عدم وجود قطع أثرية في المعرض، وإلى وفاة الملك المبكرة.

## المجمع الجنائزي والمدينة الجنائزية

### مجمع جنائزي
لا يُظهر المجمع الجنائزي لهرم الطبقات أي أثر لجدار الضميمة الموجود في كل من المجمعات الهرمية السابقة واللاحقة. قد يكون هذا بسبب سرقة الحجارة التي تشكل الجدار بمرور الوقت، أو ببساطة لأن الجدار لم يبدأ أبدًا، وعادة ما يكون العنصر الأخير في مجمع الهرم الذي يتم بناؤه. في الجانب الشرقي من الهرم، يمكن أن تشير بقايا جدران من الطوب إلى وجود معبد جنائزي، لكن الآثار الأثرية ضعيفة لدرجة أن أي فحص أو إعادة بناء أكثر دقة أمر مستحيل اليوم. وينطبق الشيء نفسه على أنقاض مبنى على بعد مئات الأمتار من الهرم، والذي قد يكون معبد الوادي. إذا كان هذا بالفعل معبدًا للوادي، فسيكون اتجاهه من الشرق إلى الغرب فريدًا في جميع مجمعات الأهرام.

### المدينة الجنائزية
الهرم المدور محاط بخمس مقابر تعود إلى الأسرة المصرية الأولى، والأسرة الثانية، وأواخر الأسرة الثالثة، والأسرة الثامنة عشر والعصر الروماني. من بين هذه المقابر، يوجد فقط المدافن التي تعود إلى أواخر الأسرة الثالثة والتي تحتوي على مقابر كبيرة، منها أربعة مصاطب من الطوب. لاحظ ريزنر وفيشر أن هذا متوقع من المقبرة المحيطة بهرم الفرعون، والمقابر الكبيرة هي مقابر العائلة المالكة وموظفي البلاط. على وجه الخصوص، حوالي 200 متر (660 قدم) شمال الهرم الطبقي عبارة عن مصطبة ضخمة، تعرف اليوم باسم مصطبة (Z500)، والتي أسفرت عن ثمانية أوعية رخامية منقوشة بسيرخ الملك خع با. لذلك خلص ريزنر وفيشر إلى أنه «إذا كانت المصاطب تخص أشخاصًا مرتبطين بالملك الذي بنى الهرم، فمن المحتمل أن اسم الملك كان خع با». يشارك هذا الرأي معظم علماء المصريات الذين ينسبون الهرم المدور إلى خع با.

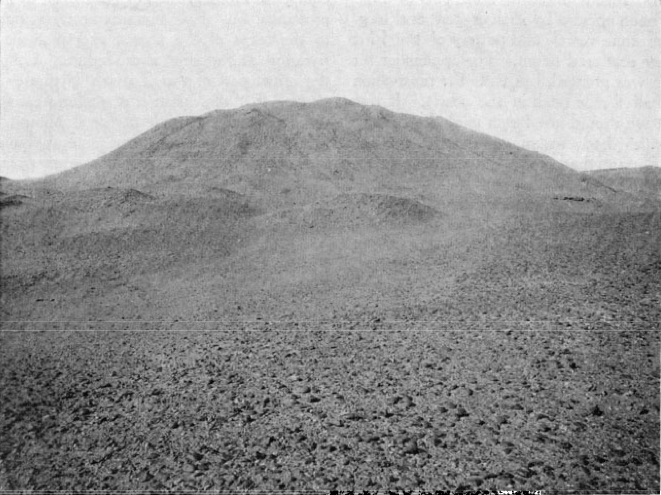
الهرم المدور كما يُرى من الشرق، قبل حفريات ريزنر وفيشر في 1910-1911.
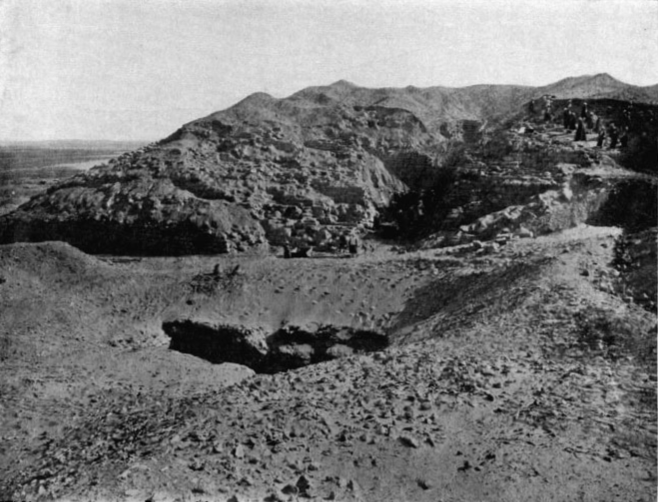
الوجه الشمالي للهرم المدور، 1910.
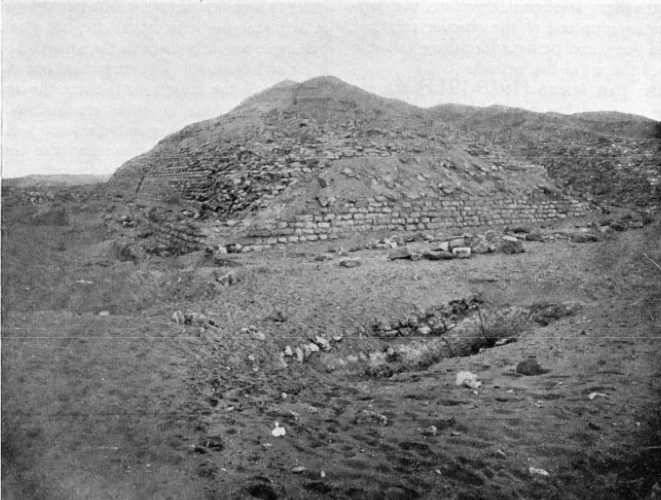
البناء بالطوب الطيني للهرم المدور، 1910.
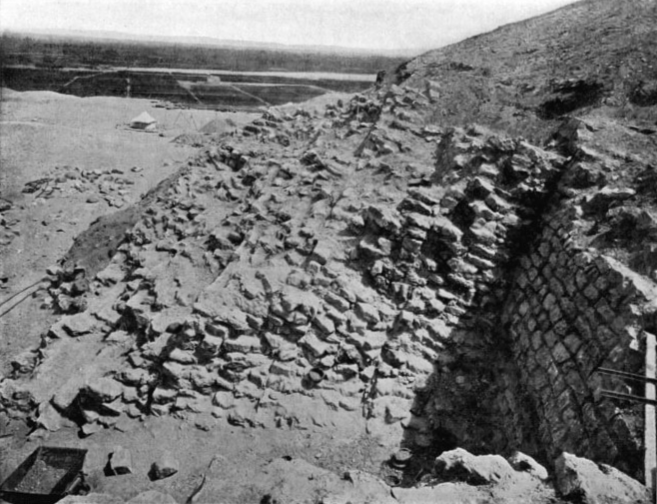
بناء عمودي تقريباً من الطوب للهرم المدور، باتجاه الشرق عام 1910.

## التاريخ والإسناد

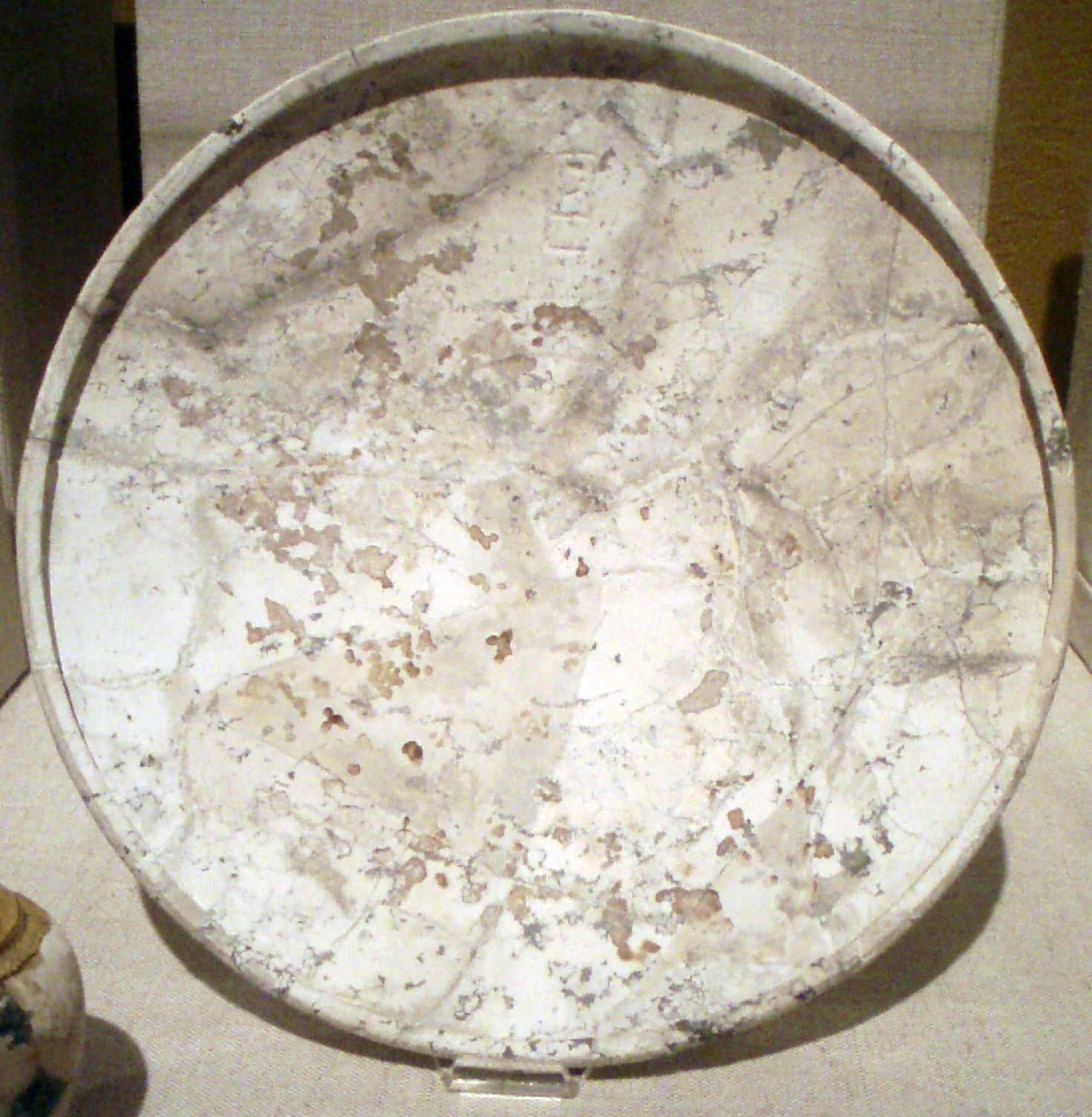
وعاء الدولوميت عليه سيرخ خع با من المصطبة (Z500).

بنية الهرم المدور تعود بشكل إلى الفترة الزمنية بين عهدي الملك سخم خت والملك سنقرو، مؤسس الأسرة المصرية الرابعة. يقارن راينر ستاديلمان وميروسلاف فيرنر وجان فيليب لوير بنية الهرم المدور مع أهرامات زوسر وسخم خت، متوقعين أن يكون الهرم المدور يتكون في الأصل من خمس خطوات، تمامًا مثل أسلافه شبه المعاصرة. يعرض الهرم المدور في موقع واحد تطورات معقدة تتعلق بالبنى التحتية والتبسيط فيما يتعلق بأساليب البناء المستخدمة في البنية الفوقية. ووفقًا لهؤلاء العلماء، فإن الهرم المدور هو نسخة متقدمة بشكل واضح من الهرم المدفون لسخم خت.
المشكلة المتبقية حول الهرم المدور هي مسألة من قام ببنائه. يعتقد معظم العلماء اليوم أنه من المحتمل أن يكون الملك خع با من أواخر الأسرة الثالثة. يعتمد هذا الاستنتاج على أوعية حجرية وسيرخ خع با المكتشفة في المصطبة (Z500) الواقعة شمال الهرم. يذهب راينر ستاديلمان إلى أبعد من ذلك، وحدد خع با بالملك حوني، آخر حكام الأسرة الثالثة. تستند فرضيته على قراءته لبردية تورينو، وهي عبارة عن قائمة ملوك تم تجميعها في أوائل فترة الأسرة المصرية التاسعة عشر. تُنسب بردية تورينو إلى فنرة حكم حوني، التي دامت 24 عامًا.